# Enhanced Data Rates for GSM Evolution
EDGE (afkorting voor enhanced data rates for GSM evolution; ook soms EGPRS genoemd) is een technologie voor datatransmissie.
Het werkt op bestaande gsm-netwerken. Het is een uitbreiding van GPRS en maakt snelheden mogelijk tot 384 kbps, hoewel in de praktijk die snelheid meestal niet haalbaar is. EDGE kan gebruikt worden voor eender welke packet-switchingapplicatie (internet, e-mail, …). Door middel van een aanvullende modulatietechniek (8PSK) kan men een grotere hoeveelheid informatie per dataeenheid versturen.
UMTS is de opvolger van GPRS en EDGE en haalt snelheden tot 2 Mbps. Aangezien UMTS, in tegenstelling tot EDGE, door de andere frequenties nieuwe antennemasten nodig heeft, is het een veel duurdere technologie. EDGE werd gestandaardiseerd door 3GPP als onderdeel van de gsm-familie.
Op een smartphone wordt EDGE-ontvangst aangeduid met een E in de statusbalk.

## Per land

### Nederland
In Nederland is EDGE ooit door Telfort geïntroduceerd en landelijk dekkend beschikbaar geweest. Het netwerk van Telfort is echter ontmanteld, waardoor sinds 1 juni 2007 EDGE in Nederland niet meer beschikbaar was. T-Mobile Nederland rolt sinds begin 2013 met haar netwerkmodernisatieprogramma naast LTE een vernieuwd UMTS/HSPA-netwerk uit met HSPA900-ondersteuning en nu ook overal EDGE.
Per 22 februari 2011 heeft Vodafone aangekondigd EDGE weer kleinschalig aan te gaan bieden, om op plaatsen waar weinig tot geen 3G-bereik is toch een hogere snelheid dan GPRS te bieden. Ook KPN heeft inmiddels EDGE geactiveerd op haar netwerk, echter alleen op plekken waar 4G LTE-apparatuur geplaatst wordt. Hierdoor zijn er nu in Nederland drie EDGE-netwerken beschikbaar.

### België
In België is EDGE door Mobistar geïntroduceerd in Brussel en Antwerpen. Dat is later uitgebreid in Gent, Luik en Charleroi. Sinds eind 2005 dekt het 99 procent van de Belgische bevolking. Als toepassing is het mogelijk om naar Kanaal Z en het Franstalige Canal Z te kijken via het gsm-toestel. Ook nieuwsbeelden van de nationale of internationale actualiteit, sport, cultuur en uitzonderlijke gebeurtenissen kunnen gedownload worden. De nieuwsbeelden komen van het Nederlandse Ftv.
Het netwerk van BASE heeft vanaf eind juni 2006 een volledige EDGE-upgrade gehad. Proximus biedt ondertussen ook EDGE aan met sinds midden 2011 een dekking van het volledige netwerk.

## Transmissietechnieken
EDGE gebruikt verschillende modulatietechnieken om data te verzenden:
| Codeer- en modulatie- scheme (CMS) | Bitrate (kbit /s/slot) | Modulatie |
| ---------------------------------- | ---------------------- | --------- |
| MCS-1                              | 08,80                  | GMSK      |
| MCS-2                              | 11,2                   | GMSK      |
| MCS-3                              | 14,8                   | GMSK      |
| MCS-4                              | 17,6                   | GMSK      |
| MCS-5                              | 22,4                   | 8-PSK     |
| MCS-6                              | 29,6                   | 8-PSK     |
| MCS-7                              | 44,8                   | 8-PSK     |
| MCS-8                              | 54,4                   | 8-PSK     |
| MCS-9                              | 59,2                   | 8-PSK     |

### GMSK

De zijband is de band van frequenties hoger of lager dan de carrierfrequentie, die frequentieamplitudes bevat als ‘overblijfsel’ van het modulatieproces.

Minimum shift keying: 360° wordt opgedeeld in 4 × 90° "fasen" genoemd. Elke fase krijgt corresponderende bits: 01 11 10 00

GMSK staat voor Gaussian minimum-shift keying en is een continue phase frequency shiftkeying modulation scheme. Vóór de digitale datastream door minimumshiftkeying gemoduleerd wordt, zal hij eerst door een gaussfilter gaan. Dit heeft het voordeel dat de zijbandpower verminderd wordt.
Het gaussfilter zorgt ervoor dat het systeem meer modulatiegeheugen nodig heeft, wat kan zorgen voor interferenties tussen de verschillende ‘woorden’ of symbolen wat het moeilijker maakt om de datastream correct te decoderen. Dit probleem kan opgelost worden door complexe adaptieve equalizers bij de ontvanger te installeren. Daarom heeft GMSK een groter vermogen nodig dan bijvoorbeeld QPSK. EDGE heeft een 3 bit-woord voor elke verandering van carrierfase. Het maakt gebruik van een veranderlijke-rate-algoritme voor de modulatie en codeerschema (MCS), dat afhangt van de kwaliteit van het radiosignaal. De pakketgrootte bij EDGE is vergroot naar 1024 vergeleken met de 64 voor de oudere GPRS.
Tevens wordt er een nieuwe technologie geïntroduceerd, namelijk Incremental Redundancy (of incrementele overbodigheid). Dit is de techniek waarbij pakketjes die met een fout worden gedecodeerd niet helemaal opnieuw worden gezonden, maar de zender zendt gewoon meer redundante informatie totdat het signaal juist gedecodeerd kan worden.

### 8-PSK

8-PSK 360° wordt in 8 fasen verdeeld, elke fase wordt volgens de Gray-code
gecodeerd.

Als uitbreiding op GMSK zal EDGE 8-PSK (8-fasemodulatie) gaan gebruiken wanneer het radiokanaal dit toelaat. De meeste data die via EDGE verstuurd wordt, zal bestaan uit TCP/IP-pakketjes. Deze pakketjes zijn ‘langer’ dan een enkel EDGE-pakket. Daarom is het nodig om de TCP/IP-pakketjes te splitsen in kleinere segmenten, ‘chunks’ genaamd. Deze chunks hebben een vaste waarde van 22, 28, 34 of 37 bytes. De 37 bytes kunnen volledig uit te verzenden data bestaan of uit 34 bytes data en 3 dummybytes.

## CMS-klassen
Er zijn zoals eerder vermeld negen verschillende modulation- en coding-schemes (MCS) die gebruikt worden bij EDGE. Die code modulation schemes (CMS) hebben allemaal een nummer van 1 tot 9.
| Klasse   | CMS                          |
| -------- | ---------------------------- |
| Klasse A | MCS-3, MCS-6, MCS-8 en MCS-9 |
| Klasse B | MCS-2, MCS-5 en MCS-7        |
| Klasse C | MCS-1 en MCS4                |

Deze toewijzing is gebaseerd op de graad van foutbescherming (error protection) en codeersnelheid. Het systeem detecteert het aantal errors en past het codeerschema aan tot de best mogelijke datatransmissie verkregen is.
De reden waarom niet altijd de beste (lees: snelste zonder errors) klasse gekozen wordt, is omdat er niet altijd een goed ontvangst is of de antennemast bevindt zich te ver van een centrale. De verschillende codingschemes zijn gegroepeerd in klassen of families met een letter. De in dezelfde klasse voorkomende codingschemes werken samen en zijn elkaars complement.
Het groeperen in klassen heeft als voordeel dat als er een datablock verzonden wordt in een van de codingschemes en er komt geen acknowledge, dan kan het verzonden worden als twee datablocks.
Bijvoorbeeld:
- Als een datablock verzonden wordt met MCS-7 en een fout bevat, kan het opnieuw verzonden worden.
- Als een datablock verzonden wordt met MCS-7, had dit ook gekund als twee blocks met MCS-5 of vier blocks met MCS-2.